# Отряд самоубийц: Строгое наказание
Отряд самоубийц: Строгое наказание (англ. Suicide Squad: Hell to Pay, другие названия — Отряд самоубийц: Расплата в аду, Отряд самоубийц: Адская расплата) — мультипликационный супергеройский фильм, выпущенный сразу на физических носителях и основанный на комиксах об антигероях издательства DC Comics «Отряд самоубийц». Является тридцать первым мультфильмом линейки оригинальных анимационных фильмов вселенной DC. Не является сиквелом мультфильма «Бэтмен: Нападение на Аркхэм» (2014), основанным на видеоиграх Batman: Arkham. Является сиквелом мультфильма «Лига Справедливости: Парадокс источника конфликта» (2013). Фильм вышел 27 марта 2018 года и получил рейтинг R.

## Сюжет
После поражения Повелителя Океана Аманда Уоллер отправляет Оперативную Группу Икс, состоящую из Дедшота, графа Вертиго и криминальной пары Панча и Джюели, чтобы похитить флешку Тобиаса Уэйла. После успешного завершения миссии Вертиго и Джюели внезапно нападают на Дедшота и убивают Панча. Тайно следящая за ними Уоллер активирует бомбы, имплантированные в шеи бунтовщиков. Вертиго взрывается, но Дедшот успевает застрелить Джюели из сострадания.
Три года спустя профессор Пиг пытается прооперировать Двуликого. Внезапно появляются Скандал Сэвидж и Нокаут и предлагают безумному доктору другую работу. В тюрьме Белль Рив в Новом Орлеане у Аманды Уоллер обнаруживают терминальную болезнь. Она снова собирает Оперативную Группу Икс, состоящую из Дедшота, Харли Квинн, Капитана Бумеранга, Убийцы Мороз, Медного Змея и Бронзового Тигра. Их задача — найти Стального Максима и получить для Аманды мистическую чёрную игральную карту с надписью «Бесплатный выход из ада».
Максим работает стриптизёром в Брэнсоне, штат Миссури, и члены Отряда самоубийц не единственные, кому нужна магическая карта. Отбив Максима у Профессора Зума, Серебряной Банши и Блокбастера, Оперативная Группа Икс узнаёт, что он — бывший Доктор Фэйт. Он объясняет, что карта, которую они ищут, является пропуском в рай и её можно использовать лишь раз. Скандал Сэвидж и Нокаут выкрали карту и Максим лишился звания «Доктор Фэйт». Уоллер сообщает Дедшоту, что Скандал работает на своего отца Вандала Сэвиджа. Узнав от Уоллер месторасположение Скандал и Нокаут, Отряд нападает на них и отнимает карту, но внезапно появляется Вандал с бойцами. Во время перестрелки наёмников Вандала с Отрядом Нокаут получает ранение, Скандал просит отца помочь своей подруге, но тот хладнокровно стреляет в неё, велев дочери доставить на борт профессора Пига. Карта достаётся Вандалу, а Отряду удаётся спастись с помощью способностей Медного Змея и Убийцы Мороз. Во время отлёта Вандала появляется Зум и незаметно ставит на его корабль жучок.
На следующий день Дедшот собирается навестить свою дочь, но его находит Бронзовый Тигр и устраивает драку, во время которой рассказывает о своей девушке, убитой Лигой Убийц.
На следующий день во время остановки Отряда на заправке Скандал связывается с Дедшотом и сообщает ему координаты месторасположения логова Вандала., а приспешникам Зума удаётся похитить Убийцу Мороз. Зум предлагает Убийце Мороз сотрудничать с ним и удаляет из её шеи бомбу. Отряд отправляется за Убийцей Мороз, но попадает в ловушку, всем удаётся сбежать, но Бронзовый Тигр получает тяжёлое ранение.
Проникнув в убежище Вандала Отряд обнаруживает убитого профессора Пига и попадает в плен. Вандал объясняет, что хотя он и является бессмертным, но мета-людям несколько раз почти удавалось убить его, поэтому он заставил Пига вшить в его тело карту, причём так, что при попытке её извлечь он умрёт. Внезапно появляется Зум с Баньши, Блокбастером и Убийцей Мороз, им удаётся извлечь карту из тела Вандала, что приводит к его смерти. Зум рассказывает, что в другой временной шкале его убил Бэтмен, но ему удалось растянуть момент своей гибели. Внезапно Убийца Мороз убивает Блокбастера и Банши, замораживает Зума и пытается скрыться с картой. Медный Змей нападает на Убийцу Мороз, во время их драки Уоллер активирует бомбу в его шее, убивая их обоих. Капитан Бумеранг пытается убежать с картой, но при выходе из логова Вандала его останавливает Бронзовый Тигр. Прибежавший Зум вырубает Капитана Бумеранга и требует от Тигра карту, а получив отказ, наносит ему множество ножевых ранений. Прибежавший Дедшот застаёт Зума уже с картой, но Тигр на последнем издыхании метает нож, лишая Зума карты. Дедшот убивает Зума и отдаёт карту умирающему Тигру. К логову Вандала прибывает Уоллер и Дедшот отдаёт ей карту, которая теперь уже бесполезна. После выполнения задания Дедшот получает свободу и встречает свою дочь.

## Роли озвучивали
| Актёр            | Роль                                  |
| ---------------- | ------------------------------------- |
| Кристиан Слейтер | Дэдшот                                |
| Ванесса Уильямс  | Аманда Уоллер                         |
| Билли Браун      | Бронзовый Тигр                        |
| Кристин Бауэр    | Убийца Мороз                          |
| Гидеон Эмери     | Медный Змей                           |
| Лиам Макинтайр   | Капитан Бумеранг                      |
| Тара Стронг      | Харли Квинн                           |
| Дэвид Боат       | Двуликий                              |
| Тревор Дивэлл    | Панч                                  |
| Дэйв Фенной      | Блокбастер, Тобиас Уэйл, Чёрная Манта |
| Грег Гранберг    | Стальной Максим                       |

| Актёр           | Роль                        |
| --------------- | --------------------------- |
| Си Томас Хауэлл | Эобард Тоун / Профессор Зум |
| Сисси Джонс     | Нокаут                      |
| Натали Ландер   | Дарма                       |
| Мэттью Мерсер   | Дикий стрелок               |
| Джули Натансон  | Серебряная Банши, Джюели    |
| Джим Пирри      | Вандал Сэвидж, граф Вертиго |
| Дания Рамирес   | Скандал Сэвидж              |
| Джеймс Урбаняк  | профессор Пиг               |

## Рецензии
Отзывы критиков были положительные, в отличие от фильма «Отряд самоубийц». Сайт IGN дал 7.5 из 10 баллов («хорошо»), отмечая чёрный юмор, дорожное приключение, насилие, убийства, порочность персонажей Спецотряда Икс и взгляд на то, что жизнь в этом мире ничего не стоит. В итоге, дорога в ад не всегда вымощена благими намерениями. Говорят, что каждый желает попасть на небеса, но никто не хочет умирать, и это справедливо даже для персонажей комиксов.
Forbes обозначил сходство с картинами «Убить Билла» Квентина Тарантино, «Грайндхаус» и «Мачете» Роберта Родригеса. Это не стилистика Брюса Тимма, создавшего достаточно много в мультипликационной вселенной DC. Если рай и ад существуют, по крайней мере, в христианском смысле, то уже есть карта на «вход», которая называется искуплением. Но в мультфильме Иисус и загробная жизнь не упоминаются. В любом случае, после анимационного выпуска, требования к возможному сиквелу «Отряд самоубийц 2» и франшизе в целом должны ужесточиться.